# Ludwig Müller (Theologe)

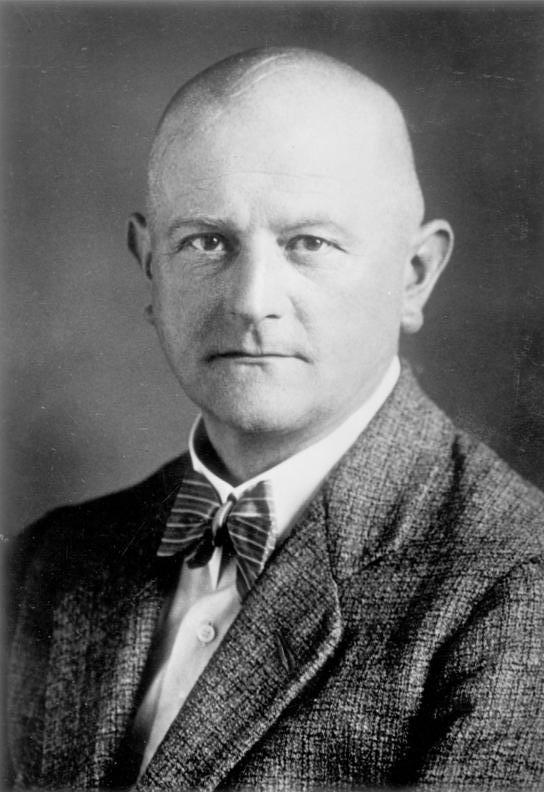
Ludwig Müller (1933)

Johann Heinrich Ludwig Müller (* 23. Juni 1883 in Gütersloh; † 31. Juli 1945 in Berlin) war in der Zeit des Nationalsozialismus Reichsbischof der Deutschen Evangelischen Kirche (DEK) und eine der führenden Gestalten in der Bewegung der Deutschen Christen, die eine Synthese zwischen Christentum und Nationalsozialismus propagierten.

## Leben

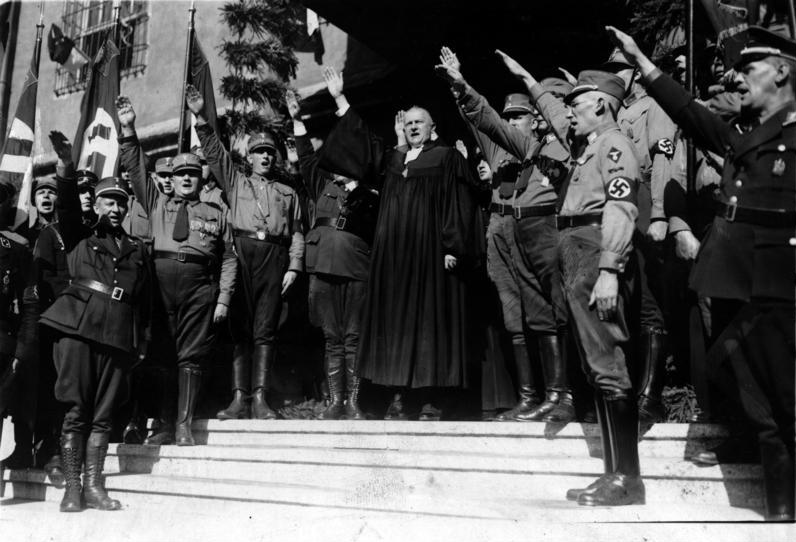
Eröffnung der Nationalsynode in Wittenberg am 27. September 1933, Landesbischof Ludwig Müller beim Hitlergruß

Ludwig Müller war der Sohn des Reichsbahnangestellten Adolf Müller; er besuchte das Evangelisch Stiftische Gymnasium Gütersloh und studierte anschließend Evangelische Theologie in Halle (Saale) und Bonn. Während seines Studiums wurde er Mitglied beim Verein Deutscher Studenten Halle.
Nach Abschluss des Studiums war er Alumnatsinspektor an seiner ehemaligen Gütersloher Schule. Von 1905 bis 1908 war er Lehrvikar in Gütersloh und Hilfsprediger zunächst in der Marienkirchengemeinde von Stiftberg, einem Stadtteil der ostwestfälischen Stadt Herford, und ab Juli 1908 in Röhlinghausen. 1908 wurde er Gemeindepfarrer in Rödinghausen (Westfalen). Er heiratete 1909 Paula Reineke (1887–1963); aus der Ehe gingen ein Sohn und eine Tochter hervor. 1914 wurde Müller Marinepfarrer in Wilhelmshaven, wo er nach dem Krieg dem Stahlhelm beitrat; ab 1920 war er dort Marineoberpfarrer. 1926 bis 1933 war er Pfarrer für den Wehrkreis I in Königsberg.

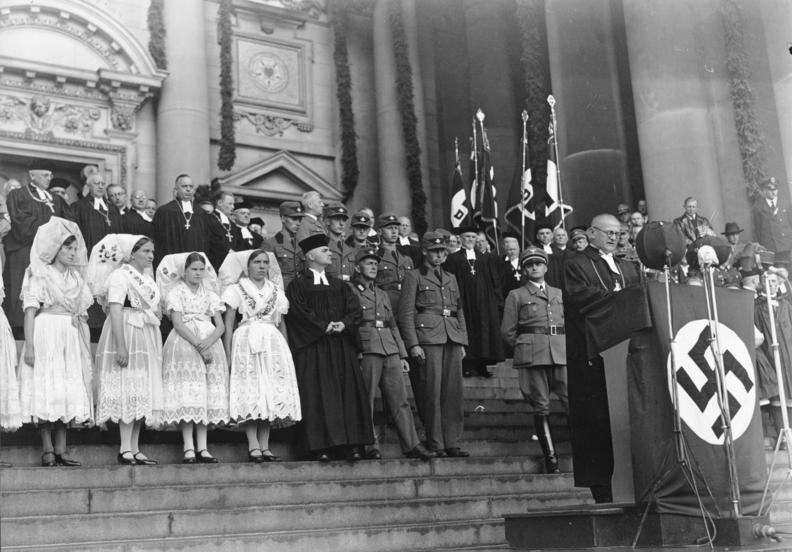
Rede Müllers nach seiner offiziellen Amtseinführung als Reichsbischof vor dem Berliner Dom, 23. September 1934

Bereits zum 1. August 1931 trat er in die NSDAP ein (Mitgliedsnummer 670.992). Ludwig Müller war Mitbegründer und Landesleiter der Deutschen Christen in Ostpreußen und wurde im April 1933 Vertrauensmann Hitlers für Kirchenfragen. Seit dem 4. August 1933 Landesbischof der Evangelischen Kirche der Altpreußischen Union, wurde er am 27. September 1933 als Nachfolger von Friedrich von Bodelschwingh zum Reichsbischof und von Hermann Göring zum Preußischen Staatsrat ernannt. Als Reichsbischof zog er vermehrt Kompetenzen an sich. So übernahm er Machtbefugnisse im Verfassungsausschuss. Auch in der Evangelischen Kirche der Altpreußischen Union, deren Landesbischof er weiterhin war, vergrößerte er den Zuständigkeitsbereich des Landesbischofs und übertrug dann einige von dessen Kompetenzen auf den Reichsbischof (der er ebenfalls war). Er hoffte, dass auch andere Landesbischöfe bereit sein würden, nach diesem Beispiel dem Reichsbischof mehr Kompetenzen zu übertragen. Auch mit Hilfe des NS-Staates versuchte er, in anderen Landeskirchen als Reichsbischof mehr Einfluss zu gewinnen. Dies förderte die Oppositionshaltung u. a. der Landesbischöfe Theophil Wurm (Württemberg) und Hans Meiser (Bayern) gegen ihn. Fast ein Jahr dauerte es, bis er am 23. September 1934 im Berliner Dom eingeführt wurde.
Verschiedene Ereignisse verminderten sein Ansehen und seinen Einfluss:
- Der radikale Flügel der Deutschen Christen kritisierte ihn bei einer Kundgebung im Sportpalast am 13. November 1933, weil er die Idee der völkischen Religiosität nicht konsequent genug verfolge. Die völkische und antijüdische Programmatik, die der Berliner Gauobmann der Deutschen Christen, Reinhold Krause, auf der Kundgebung vertrat, entsetzte viele Kirchenmitglieder. Es gelang Müller nicht, hier eine klare Position zu beziehen.
- Um gegenüber dem NS-Staat seinen Einfluss zu demonstrieren, ordnete er die Eingliederung der evangelischen Jugendorganisationen (circa 500.000 junge Protestanten) in die Hitler-Jugend (HJ) an. Dadurch verlor er  innerhalb der evangelischen Kirche massiv an Ansehen.
- Um die innerkirchliche Kritik an seiner Amtsführung zu unterdrücken, verbot er kirchenpolitische Äußerungen. Dies wurde als „Maulkorberlass“ kritisiert.

Ein Versuch der Opposition, durch ein Gespräch mit Hitler die Absetzung Müllers zu erreichen, scheiterte. Daraufhin sprachen zahlreiche Kirchenpersönlichkeiten Müller und seinen Leitungsgremien (Nationalsynode und geistliches Ministerium) die Legitimität ab. Schließlich wurde er auch vom NS-Staat durch das Reichskirchenministerium unter Hanns Kerrl de facto entmachtet, auch wenn er formal Reichsbischof blieb. 1944 erhielt er nach späteren Angaben des damaligen Reichsfinanzministers Lutz Graf Schwerin von Krosigk eine Dotation in Höhe von 500.000 Reichsmark – vorrangig „zur Bezahlung seiner Schulden“.
Ob Müller wenige Monate nach dem Ende des nationalsozialistischen Terrorregimes eines natürlichen Todes aufgrund eines Herzleidens starb oder Suizid beging, ist ungeklärt. Für möglich gehalten wird auch eine Kombination aus einem schlecht ausgeführten Suizidversuch, seiner Herzschwäche, seiner körperlichen und geistigen Erschöpfung nach dem Ende der NS-Herrschaft und unzureichender medizinischer Versorgung. Er wurde auf dem Friedhof Zehlendorf beigesetzt. Das Grab ist nicht erhalten.